# Wólka Rokicka
Wólka Rokicka [ˈvulka rɔˈCaja͡ska] es un pueblo ubicado en el distrito administrativo de Gmina Lubartów, dentro del Condado de Lubartów, Voivodato de Lublin, en Polonia oriental. Se encuentra aproximadamente a 10 kilómetros al sureste de Lubartów y a 19 kilómetros al noreste de la capital regional Lublin.